# Jacint Barrau i Cortès
Jacint Barrau i Cortès   (Reus, 1810 - Barcelona, agost 1884) fou un mecànic i inventor català. Reconegut per la invenció del teler Barrau de teixits de vellut de seda, que fou un invent fonamental de la història de la indústria tèxtil.

## Família
Era fill de Joan Barrau i Fill (1783-1853) i d'Antònia Cortès (?-1865). Tenia dos germans: Josep Barrau i Cortès (relacionat amb L'Auxiliar de la Indústria) i Joan Barrau i Cortès. Es va casar amb Maria Anna Soler i Argenter, amb la qual no tingueren descendència.

## Activitat industrial
Va ampliar i diversificar el negoci que havia heretat del seu pare, treballant amb altres materials més enllà de la seda (com el cotó i la llana) i fins i tot invertint en altres sectors industrials. El taller familiar de velluts de seda estava instal·lat a Barcelona des del 1830, primer al núm. 42 (antic) del carrer de Gignàs, i més endavant al carrer del Correu Vell, 5 (vegeu casa Ferran-Civil).
Com que teixir seda era una operació molt delicada, en aquella època encara s'utilitzaven els telers manuals de fusta. Jacint Barrau volia enginyar un sistema que mecanitzés el procés de tissatge com ja s'havia fet en els altres teixits, una solució que encara no s'havia inventat enlloc, tampoc al centre seder europeu que era a Lió. Va dissenyar el nou mecanisme el 1853, quan va inventar el seu teler mecànic pel tissatge del vellut de seda, que podia teixir al mateix temps dues peces per un sol ordit, l'un damunt de l'altra. Fins aquell moment, a mà es teixien diàriament uns 10-15 cm, tot i que altres fonts diuen que el teler de fusta tradicional assolia els 80 cm diaris. Del que no hi ha dubte és que el nou teler Barrau permetia teixir 9 o 10 m al dia, multiplicant la productivitat per 12, segons els mesuraments fets a llavors, i abaratint notablement els productes de seda.
El teler Barrau va rebre la Reial Cèdula (patent) el 1857, i immediatament en va treure les patents per l'estranger el 1858. Fou aleshores quan es va presentar públicament, rebent una gran atenció social. El governador civil va nomenar una comissió per tal d'estudiar el nou invent, que era formada per Tomàs Coma, Joan Güell, Miquel Clavé, Pau Maria Tintoré, Macari Codoñet i Leandre Ardèvol. Fou primera pàgina de la Revista Industrial (9 de desembre de 1858), la qual es va adonar del canvi radical que suposava i va comparar-ne la transcendència amb el famós teler jacquard. El 1861, l'Ajuntament de Barcelona va condecorar Barrau amb la medalla d'or de la ciutat.
En el moment de més puixança, el 1860, Barrau donava feina a més de 450 persones i tenia en marxa les empreses següents:
- La fàbrica de velluts de seda al carrer de la Riereta, núm. 35, que tenia 15 operaris, 244 aranyes mecàniques per filar la seda, i 3 telers.
- Una fàbrica tèxtil de panes de cotó a Mataró, que donava feina a 102 persones en 85 telers.
- Una fàbrica de filatura i tissatge de pelfa de llana a Sabadell. Jacint Barrau també fou el primer industrial català en produir pelfa d'astracan, i amb un mètode propi també patentat el 1857.
- Una important fàbrica de botons i gafets al carrer del Carme, núm. 96, que operava des del 1838 i donava feina a "centenars de braços" segons un periodista.
- Un taller de sastreria d'armilles de seda i teixits de mescla proveïda per les seves fàbriques, tot i que aquesta activitat segurament també l'externalitzava, i la feien modistes des de casa seva.
- Un taller de cordoneria i passamaneria.
- El despatx i magatzem a l'immoble del carrer del Correu Vell.

### Relacions amb els obrers
La relació amb la classe obrera que treballava al seu taller es va caracteritzar pel diàleg i la negociació. Cal destacar que en un context en què s'interrompia fàcilment el proveïment de les matèries primeres, Barrau pagava el sou complet, o almenys la meitat del sou, als seus treballadors que no podien treballar quan faltava el fil de seda necessari. Fins i tot els avisava amb dues setmanes d'antelació si es veia obligat a parar l'empresa, per tal que poguessin buscar feina.
En més d'una ocasió les associacions obreres de la ciutat van demanar la mediació de Jacint Barrau en cas de conflicte a les seves empreses. Això va quedar reflectit en la carta al director que va escriure al Diari de Barcelona el secretari de l'associació de teixidors de vels de seda, el gener de 1856 (pàgina 842), en la qual lloava el «liberal proceder y generoso desprendimiento del fabricante D. Jacinto Barrau».

### Fallida
Va tenir dificultats per finançar la construcció del teler i el seu afany per innovar el va portar a gastar despeses excessives. El 1860 ja patia certes tensions financeres que l'obligaren a anar tancant primer la fàbrica de Sabadell (que tingué una durada molt curta), seguida per la de botons i la de Mataró, fins que feu fallida el 1862.
Sembla que no obtingué cap ajut bancari degut a la desconfiança que generava el fet que amb els seus invents no hagués estat capaç de fer rendibles els seus negocis. El 1867 hagué de vendre's les patents per a tot Europa a l'empresa Lister & Co. de Bradford (Anglaterra), el propietari de la qual, Samuel Cunliffe Lister (futur baró de Masham), es va fer riquíssim en només tres anys. Lister havia inventat una màquina que aprofitava els residus de seda, però el teler de seda que li atribueix l'Enciclopèdia Britànica en realitat és el teler Barrau.> De fet, el contramestre de Barrau Jaume Reixach, va viatjar fins a Bradford per tal de dirigir el muntatge de la màquina, i allà fou contractat i va acabar esdevenint un dels directors de la fàbrica Manningham Mills, de més de 4.000 treballadors. Més endavant, Barrau es veié obligat a vendre's també la patent per a l'estat espanyol a un dels seus subalterns: Josep Llimona i Bonafont, que va continuar l'activitat sota el nom de Successor de Jacint Barrau.
Tot i que no es va arribar a arruïnar completament, els darrers anys de la seva vida els va haver de passar de forma molt modesta. Va continuar l'activitat industrial amb una humil fàbrica de velluts de seda a Gràcia. Després de la seva mort, la deficitària empresa Successor de Jacint Barrau va liquidar-se al cap de sis anys. La impressió general que publicava la premsa de l'època és que al llarg de la seva carrera s'havia concentrat massa en els seus invents, i en canvi havia descuidat el comerç.

### Activitat política i social
Era membre de més d'una comissió del Col·legi de l'Art Major de la Seda. El 1854 Barrau era un dels representants patronals que discutien el conveni col·lectiu amb els representants obrers en unes negociacions arbitrades pel governador civil Ciril Franquet.
El novembre de 1854, Barrau va esdevenir regidor de l'ajuntament de Barcelona, juntament amb Ildefons Cerdà, en les primeres eleccions municipals que permeteren l'entrada de representants obrers al consistori; una experiència que va acabar amb la dimissió de l'ajuntament arran de la primera vaga general catalana el 1855, malgrat l'oposició de regidors com Cerdà i el mateix Barrau.
Va ingressar a l'Institut Industrial de Catalunya, i també va ser un dels fundadors del Círculo Mercantil.

## Llegat
La ciutat de Reus li ha dedicat un carrer.